# Gynacantha japonica
Gynacantha japonica – gatunek ważki z rodziny żagnicowatych (Aeshnidae). Występuje w Japonii, Korei, Chinach, na Tajwanie oraz w północnym Wietnamie.